# Mertert
Mertert este o comunitate în Luxemburg, în apropierea graniței cu Germania, aflat pe cursul râului Mosel, având în componență localitățile Mertert și Wasserbillig, totalizând 4.000 de locuitori.